# Algemene verkiezingen in Liberia (1899)

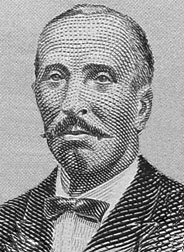
President William D. Coleman.

De algemene verkiezingen in Liberia van 1899 werden in mei van dat jaar gehouden en gewonnen door zittend president William D. Coleman van de True Whig Party. Hij nam het op tegen Anthony D. Williams, Jr. die was genomineerd door de National Union Party. Bij de verkiezingen van 1891, 1893, 1895 en 1897 was Williams ook al de tegenkandidaat. Data, zoals opkomstcijfers en het aantal uitgebrachte stemmen ontbreken.
Een beperkt aantal kandidaten van de National Union Party, een oppositiepartij, deed mee met de parlementsverkiezingen in een aantal kiesdistricten. Het is echter niet duidelijk of een of meerdere van deze kandidaten in het Huis van Afgevaardigden of de Senaat werd gekozen. Vrijwel alle zetels gingen echter naar de regerende True Whig Party, de de facto enige partij.

## Bron
- (en)  African Elections Database: 1895 Liberia Presidential Election
- (en)  A. Adu Boahen: Africa Under Colonial Domination 1880-1935, Heinemann, California, UNESCO 1985
- (en)  Dr. C. Abayomi Cassell: Liberia: History of the First African Republic, Fountainhead Publishers, New York 1970